# Jano Šrámek
Jano Šrámek (9. června 1886 Praha – 10. prosince 1957 Praha) byl český akademický malíř, ilustrátor a fotograf.

## Život
V letech 1903–1905 studoval na pražské malířské akademii v přípravce u prof. Bohumíra Roubalíka. V dalším studii pokračoval v letech 1906–1908 ve speciálce prof. Hanuše Schwaigra. K dalšímu studiu nastoupil v roce 1912 do grafické speciálky prof. Maxe Švabinského k jednoročnímu studiu. Před první světovou válkou působil v Jindřichově Hradci. V roce 1913 odjel na studijní pobyt do Paříže. V letech 1915–1917 působil jako voják 75. pěšího pluku v Jindřichově Hradci a zúčastnil se restaurování fresek v kostele sv. Jana Křtitele. Během tohoto pobytu rovněž maloval romantická zákoutí podzámčí a koželužských domků a jeho perokresby využil v roce 1916 jindřichohradecký knihkupec Josef Holče k vydání série pohlednic. Během 1. světové války také vytvořil pro plukovní muzeum v Debrecínu cyklus akvarelových kreseb vojáků v různých uniformách a výzbrojích. V letech 1919–1931 působil jako osobní fotograf a zakladatel fotografického archivu prezidenta T.G. Masaryka a v roce 1923 jej i portrétoval. Zemřel v Praze na sklonku roku 1957.
Jano Šrámek se zabýval malbou krajin, portrétů a zátiší, realizacemi sgrafit, restaurátorskými pracemi fresek a věnoval se dokumentární a reportážní fotografií. Pravidelně se účastnil výstav Jednoty umělců výtvarných v Praze a jiných městech. Vytvořil rovněž předlohu pro československou poštovní známku – T. G. Masaryk s tříletým děvčátkem.